# Wereldbeker rodelen 2012/2013
De wereldbeker rodelen (op kunstijsbanen) in het seizoen 2012/2013 (officieel: Viessmann Luge World Cup 2012/2013) liep van 24 november 2012 tot en met 23 februari 2013. De competitie werd georganiseerd door de FIL.
De competitie omvatte dit seizoen negen wedstrijden met de drie traditionele onderdelen bij het rodelen. Bij de mannen individueel en dubbel en bij de vrouwen individueel. Bij zes wedstrijden werd er een landenwedstrijd georganiseerd waarover eveneens een WB-klassement werd opgemaakt. 
De titels gingen naar de Duitser Felix Loch (individueel), het Duitse duo Tobias Wendl en Tobias Arlt (dubbel) bij de mannen, de Duitse Natalie Geisenberger (individueel) bij de vrouwen en Duitsland in het landenklassement.

## Wereldbekerpunten
In elke wereldbekerwedstrijd zijn afhankelijk van de behaalde plaats een vast aantal punten te verdienen. De rodelaar met de meeste punten aan het eind van het seizoen wint de wereldbeker. De top 24 bij de solisten en de top 20 bij de dubbel na de eerste run gaan verder naar de tweede run, de overige deelnemers krijgen hun punten toegekend op basis van hun klassering na de eerste run. De onderstaande tabel geeft de punten per plaats weer.
| Plaats | 1   | 2  | 3  | 4  | 5  | 6  | 7  | 8  | 9  | 10 | 11 | 12 | 13 | 14 | 15 | 16 | 17 | 18 | 19 | 20 | 21 | 22 | 23 | 24 | 25 | 26 | 27 | 28 | 29 | 30 | 31 | 32 | 33 | 34 | 35 | 36 | 37 | 38 | 39 | 40+ |
| Punten | 100 | 85 | 70 | 60 | 55 | 50 | 46 | 42 | 39 | 36 | 34 | 32 | 30 | 28 | 26 | 25 | 24 | 23 | 22 | 21 | 20 | 19 | 18 | 17 | 16 | 15 | 14 | 13 | 12 | 11 | 10 | 9  | 8  | 7  | 6  | 5  | 4  | 3  | 2  | 1   |

## Mannen individueel

#### Uitslagen
| Datum                                                                                                   | Plaats      | Eerste            | Tweede              | Derde               |
| --- | ----------- | ----------------- | ------------------- | ------------------- |
| 24/11/2012                                                                                              | Igls        | Felix Loch        | David Möller        | Johannes Ludwig     |
| 01/12/2012                                                                                              | Königssee   | Andi Langenhan    | Felix Loch          | David Möller        |
| 08/12/2012                                                                                              | Altenberg   | Felix Loch        | Andi Langenhan      | Johannes Ludwig     |
| 15/12/2012                                                                                              | Sigulda     | Albert Demtsjenko | Armin Zöggeler      | Felix Loch          |
| 05/01/2013                                                                                              | Königssee   | David Möller      | Albert Demtsjenko   | Dominik Fischnaller |
| 12/01/2013                                                                                              | Oberhof     | Felix Loch        | Andi Langenhan      | Johannes Ludwig     |
| 19/01/2013                                                                                              | Winterberg  | David Möller      | Felix Loch          | Armin Zöggeler      |
| 1 t/m 2 februari 2013: Wereldkampioenschappen rodelen 2013 in Whistler (telt niet mee voor wereldbeker) |             |                   |                     |                     |
| 08/02/2013                                                                                              | Lake Placid | Armin Zöggeler    | Dominik Fischnaller | David Mair          |
| 23/02/2013                                                                                              | Sotsji      | Andi Langenhan    | Albert Demtsjenko   | David Möller        |

#### Eindstand
Top 10
| #  | Naam                | Land       | IGL | KÖN | ALT | SIG | KÖN | OBE | WIN | LAP | SOT | Totaal |
| -- | ------------------- | ---------- | --- | --- | --- | --- | --- | --- | --- | --- | --- | ------ |
| 1  | Felix Loch          | Duitsland  | 1   | 2   | 1   | 3   | 4   | 1   | 2   | –   | 6   | 650    |
| 2  | Andi Langenhan      | Duitsland  | 4   | 1   | 2   | 5   | 6   | 2   | 6   | 14  | 1   | 613    |
| 3  | David Möller        | Duitsland  | 2   | 3   | 8   | 7   | 1   | 5   | 1   | 9   | 3   | 607    |
| 4  | Armin Zöggeler      | Italië     | 9   | 5   | 4   | 2   | 7   | 11  | 3   | 1   | 4   | 549    |
| 5  | Albert Demtsjenko   | Rusland    | 8   | 4   | 5   | 1   | 2   | 6   | 9   | –   | 2   | 516    |
| 6  | Johannes Ludwig     | Duitsland  | 3   | 8   | 3   | 4   | 9   | 3   | 5   | 13  | 7   | 482    |
| 7  | Dominik Fischnaller | Italië     | 12  | 6   | 10  | 12  | 3   | –   | –   | 2   | 15  | 331    |
| 8  | David Mair          | Italië     | 22  | 12  | 9   | 13  | 12  | 16  | 7   | 3   | 24  | 310    |
| 9  | Daniel Pfister      | Oostenrijk | 19  | 10  | 12  | 22  | 8   | 17  | 12  | 12  | 8   | 281    |
| 10 | Manuel Pfister      | Oostenrijk | 6   | 9   | DNS | 6   | 14  | 13  | 11  | 17  | 18  | 278    |

## Mannen dubbel

#### Uitslagen
| Datum                                                                                                   | Plaats      | Eerste                                    | Tweede                                | Derde                                     |
| --- | ----------- | ----------------------------------------- | ------------------------------------- | ----------------------------------------- |
| 24/11/2012                                                                                              | Igls        | Duitsland Tobias Wendl Tobias Arlt        | Duitsland Toni Eggert Sascha Benecken | Oostenrijk Peter Penz Georg Fischler      |
| 01/12/2012                                                                                              | Königssee   | Duitsland Tobias Wendl Tobias Arlt        | Duitsland Toni Eggert Sascha Benecken | Oostenrijk Andreas Linger Wolfgang Linger |
| 08/12/2012                                                                                              | Altenberg   | Duitsland Tobias Wendl Tobias Arlt        | Oostenrijk Peter Penz Georg Fischler  | Duitsland Toni Eggert Sascha Benecken     |
| 15/12/2012                                                                                              | Sigulda     | Duitsland Tobias Wendl Tobias Arlt        | Oostenrijk Peter Penz Georg Fischler  | Italië Christian Oberstolz Patrick Gruber |
| 05/01/2013                                                                                              | Königssee   | Duitsland Tobias Wendl Tobias Arlt        | Duitsland Toni Eggert Sascha Benecken | Oostenrijk Peter Penz Georg Fischler      |
| 12/01/2013                                                                                              | Oberhof     | Duitsland Toni Eggert Sascha Benecken     | Duitsland Tobias Wendl Tobias Arlt    | Oostenrijk Peter Penz Georg Fischler      |
| 19/01/2013                                                                                              | Winterberg  | Oostenrijk Andreas Linger Wolfgang Linger | Duitsland Toni Eggert Sascha Benecken | Italië Christian Oberstolz Patrick Gruber |
| 1 t/m 2 februari 2013: Wereldkampioenschappen rodelen 2013 in Whistler (telt niet mee voor wereldbeker) |             |                                           |                                       |                                           |
| 08/02/2013                                                                                              | Lake Placid | Duitsland Tobias Wendl Tobias Arlt        | Oostenrijk Peter Penz Georg Fischler  | Italië Christian Oberstolz Patrick Gruber |
| 23/02/2013                                                                                              | Sotsji      | Duitsland Tobias Wendl Tobias Arlt        | Oostenrijk Peter Penz Georg Fischler  | Letland Andris Šics Juris Šics            |

#### Eindstand
Top 10
| #  | Naam                                         | Land             | IGL | KÖN | ALT | SIG | KÖN | OBE | WIN | LAP | SOT | Totaal |
| -- | -------------------------------------------- | ---------------- | --- | --- | --- | --- | --- | --- | --- | --- | --- | ------ |
| 1  | Tobias Wendl Tobias Arlt                     | Duitsland        | 1   | 1   | 1   | 1   | 1   | 2   | 8   | 1   | 1   | 827    |
| 2  | Toni Eggert Sascha Benecken                  | Duitsland        | 2   | 2   | 3   | 8   | 2   | 1   | 2   | 7   | 13  | 628    |
| 3  | Peter Penz Georg Fischler                    | Oostenrijk       | 3   | 4   | 2   | 2   | 3   | 3   | DNS | 2   | 2   | 610    |
| 4  | Andreas Linger Wolfgang Linger               | Oostenrijk       | 4   | 3   | 5   | 5   | 7   | 5   | 1   | 5   | 15  | 522    |
| 5  | Christian Oberstolz Patrick Gruber           | Italië           | 5   | 5   | 7   | 3   | 8   | 4   | 3   | 3   | 6   | 518    |
| 6  | Juris Šics Andris Šics                       | Letland          | 9   | 18  | 9   | 4   | 4   | 11  | 5   | 11  | 3   | 414    |
| 7  | Ludwig Rieder Patrick Rastner                | Italië           | 6   | 10  | 8   | 13  | 5   | 8   | 4   | 14  | 5   | 398    |
| 8  | Tristan Walker Justin Snith                  | Canada           | 7   | 7   | 6   | –   | 6   | DNS | 9   | 4   | 4   | 351    |
| 9  | Hans Peter Fischnaller Patrick Schwienbacher | Italië           | 16  | 9   | 11  | 11  | 9   | 9   | 10  | 10  | 9   | 321    |
| 10 | Matthew Mortensen Preston Griffall           | Verenigde Staten | 10  | 11  | 13  | 12  | 16  | 17  | 11  | 6   | 17  | 289    |

## Vrouwen individueel

#### Uitslagen
| Datum                                                                                                   | Plaats      | Eerste               | Tweede               | Derde            |
| --- | ----------- | -------------------- | -------------------- | ---------------- |
| 24/11/2012                                                                                              | Igls        | Anke Wischnewski     | Natalie Geisenberger | Alex Gough       |
| 01/12/2012                                                                                              | Königssee   | Natalie Geisenberger | Tatjana Hüfner       | Alex Gough       |
| 08/12/2012                                                                                              | Altenberg   | Natalie Geisenberger | Anke Wischnewski     | Corinna Martini  |
| 15/12/2012                                                                                              | Sigulda     | Tatjana Ivanova      | Natalie Geisenberger | Anke Wischnewski |
| 05/01/2013                                                                                              | Königssee   | Natalie Geisenberger | Carina Schwab        | Aileen Frisch    |
| 12/01/2013                                                                                              | Oberhof     | Natalie Geisenberger | Tatjana Hüfner       | Anke Wischnewski |
| 19/01/2013                                                                                              | Winterberg  | Natalie Geisenberger | Anke Wischnewski     | Tatjana Hüfner   |
| 1 t/m 2 februari 2013: Wereldkampioenschappen rodelen 2013 in Whistler (telt niet mee voor wereldbeker) |             |                      |                      |                  |
| 08/02/2013                                                                                              | Lake Placid | Natalie Geisenberger | Julia Clukey         | Alex Gough       |
| 23/02/2013                                                                                              | Sotsji      | Tatjana Hüfner       | Natalie Geisenberger | Anke Wischnewski |

#### Eindstand
Top 10
| #  | Naam                 | Land             | IGL | KÖN | ALT | SIG | KÖN | OBE | WIN | LAP | SOT | Totaal |
| -- | -------------------- | ---------------- | --- | --- | --- | --- | --- | --- | --- | --- | --- | ------ |
| 1  | Natalie Geisenberger | Duitsland        | 2   | 1   | 1   | 2   | 1   | 1   | 1   | 1   | 2   | 855    |
| 2  | Anke Wischnewski     | Duitsland        | 1   | 4   | 2   | 3   | 5   | 3   | 2   | 4   | 3   | 655    |
| 3  | Tatjana Hüfner       | Duitsland        | 4   | 2   | 5   | 4   | –   | 2   | 3   | 7   | 1   | 561    |
| 4  | Alex Gough           | Canada           | 3   | 3   | 4   | –   | 4   | 5   | 6   | 3   | 6   | 485    |
| 5  | Tatjana Ivanova      | Rusland          | 7   | 6   | 6   | 1   | 11  | 11  | 5   | –   | 4   | 429    |
| 6  | Julia Clukey         | Verenigde Staten | 6   | 21  | 22  | 10  | 6   | 6   | 7   | 2   | 10  | 392    |
| 7  | Erin Hamlin          | Verenigde Staten | 11  | 11  | 7   | 6   | 10  | 7   | 15  | 5   | 7   | 373    |
| 8  | Sandra Gasparini     | Italië           | 15  | 7   | 9   | 8   | 14  | 9   | 8   | 10  | 13  | 328    |
| 9  | Nina Reithmayer      | Oostenrijk       | 9   | 10  | 8   | 7   | 7   | 8   | 14  | 16  | 20  | 325    |
| 10 | Martina Kocher       | Zwitserland      | 16  | 14  | 14  | 11  | 9   | 12  | 18  | 11  | 16  | 268    |

## Landenwedstrijd
De landenwedstrijden vinden plaats in de vorm van een soort estafette, waarbij de volgende rodelslee van het team pas van start mag gaan als de voorgaande rodelslee is gefinisht, de startvolgorde kan per wedstrijd verschillen.

#### Uitslagen
| Datum                                                                                                   | Plaats      | Eerste                                                               | Tweede                                                                            | Derde                                                                             |
| --- | ----------- | -------------------------------------------------------------------- | --------------------------------------------------------------------------------- | --------------------------------------------------------------------------------- |
| 24/11/2012                                                                                              | Igls        | Duitsland Anke Wischnewski David Möller Tobias Wendl Tobias Arlt     | Canada Alex Gough Samuel Edney Tristan Walker Justin Snith                        | Italië Sandra Gasparini Dominik Fischner Christian Oberstolz Patrick Gruber       |
| 08/12/2012                                                                                              | Altenberg   | Duitsland Natalie Geisenberger Felix Loch Tobias Wendl Tobias Arlt   | Oostenrijk Nina Reithmayer Wolfgang Kindl Peter Penz Georg Fischler               | Rusland Tatjana Ivanova Albert Demtsjenko Vladislav Joezjakov Vladimir Machnoetin |
| 15/12/2012                                                                                              | Sigulda     | Duitsland Natalie Geisenberger Felix Loch Tobias Wendl Tobias Arlt   | Italië Sandra Gasparini Armin Zöggeler Christian Oberstolz Patrick Gruber         | Rusland Tatjana Ivanova Albert Demtsjenko Pavel Koezmitsj Boris Koerysjkin        |
| 05/01/2013                                                                                              | Königssee   | Duitsland Natalie Geisenberger David Möller Tobias Wendl Tobias Arlt | Canada Alex Gough Samuel Edney Tristan Walker Justin Snith                        | Oostenrijk Nina Reithmayer Daniel Pfister Peter Penz Georg Fischler               |
| 1 t/m 2 februari 2013: Wereldkampioenschappen rodelen 2013 in Whistler (telt niet mee voor wereldbeker) |             |                                                                      |                                                                                   |                                                                                   |
| 08/02/2013                                                                                              | Lake Placid | Duitsland Natalie Geisenberger Ralf Palik Tobias Wendl Tobias Arlt   | Verenigde Staten Julia Clukey Chris Mazdzer Matthew Mortensen Preston Griffall    | Italië Sandra Gasparini Armin Zöggeler Christian Oberstolz Patrick Gruber         |
| 23/02/2013                                                                                              | Sotsji      | Duitsland Tatjana Hüfner Andi Langenhan Tobias Wendl Tobias Arlt     | Rusland Tatjana Ivanova Albert Demtsjenko Vladislav Joezjakov Vladimir Machnoetin | Canada Alex Gough Samuel Edney Tristan Walker Justin Snith                        |

#### Eindstand
Top 10
| #  | Land             | IGL | ALT | SIG | KÖN | LAP | SOT | Totaal |
| -- | ---------------- | --- | --- | --- | --- | --- | --- | ------ |
| 1  | Duitsland        | 1   | 1   | 1   | 1   | 1   | 1   | 600    |
| 2  | Italië           | 3   | 4   | 2   | 6   | 3   | 7   | 381    |
| 3  | Verenigde Staten | 7   | 5   | 5   | 5   | 2   | 5   | 351    |
| 4  | Canada           | 2   | 7   | –   | 2   | 4   | 3   | 346    |
| 5  | Rusland          | 5   | 3   | 3   | 7   | –   | 2   | 326    |
| 6  | Oostenrijk       | 4   | 2   | DNF | 3   | 6   | 6   | 315    |
| 7  | Letland          | 6   | 6   | 4   | 4   | DNF | 4   | 280    |
| 8  | Roemenië         | 9   | 9   | DNS | 8   | 5   | 11  | 209    |
| 9  | Polen            | 10  | 10  | 6   | 9   | –   | 10  | 197    |
| 10 | Slowakije        | DNF | 8   | DNF | DNF | 7   | 8   | 130    |